# Олью-д’Агуа-ду-Казаду
Олью-д’Агуа-ду-Казаду (порт. Olho d'Água do Casado) — муниципалитет в Бразилии, входит в штат Алагоас. Составная часть мезорегиона Сертан штата Алагоас. Входит в экономико-статистический микрорегион Алагоана-ду-Сертан-ду-Сан-Франсиску.